# Gestapo

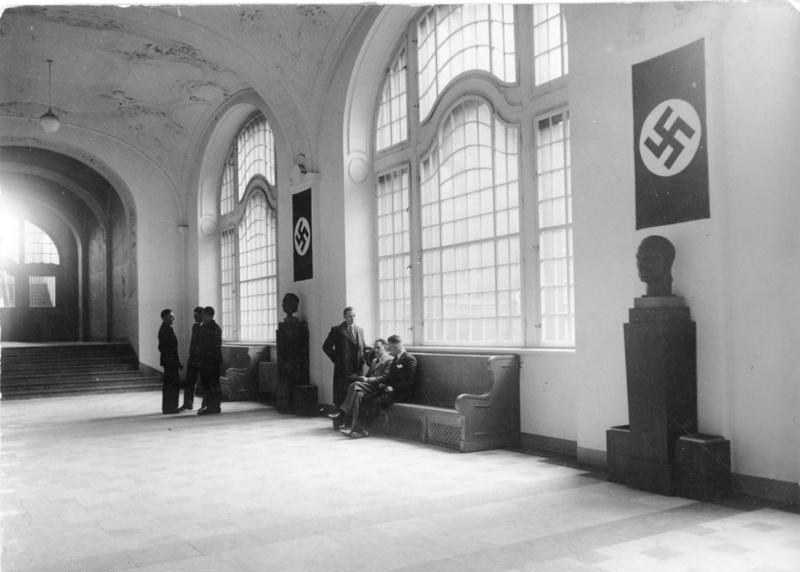
Wnętrze siedziby Gestapo w Berlinie (1934)

Gestapo (niem. Geheime Staatspolizei, Tajna Policja Państwowa; do 1936 również Gestapa, od Geheimes Staatspolizeiamt – Urząd Tajnej Policji Państwowej) – tajna policja utworzona w III Rzeszy 26 kwietnia 1933, która w sposób bezwzględny zwalczała wszelkie przejawy oporu, rozwiązana wraz z upadkiem III Rzeszy w 1945. Przez Międzynarodowy Trybunał Wojskowy w Norymberdze uznana za organizację zbrodniczą.

## Historia

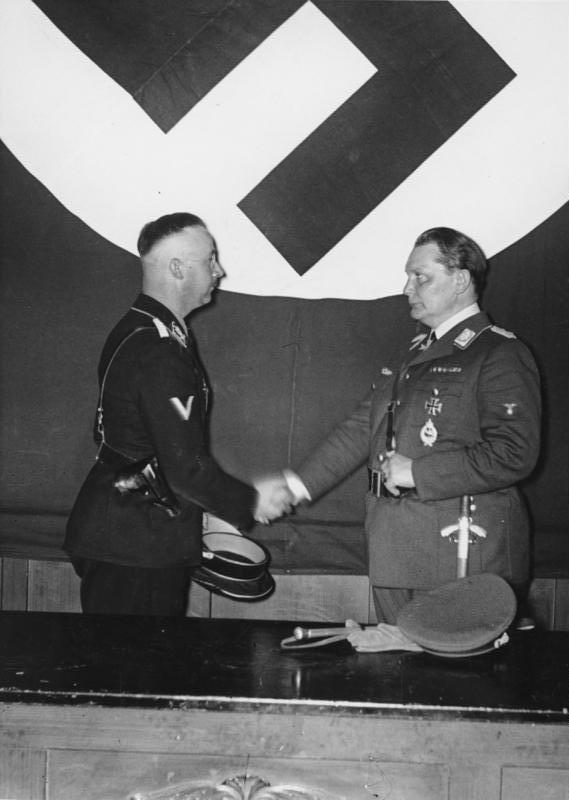
Hermann Göring formalnie przekazuje Heinrichowi Himmlerowi kierownictwo Gestapo (1934)

26 kwietnia 1933 roku Hermann Göring, ówczesny minister spraw wewnętrznych Prus, utworzył Urząd Tajnej Policji Państwowej (niem. Geheimes Staatspolizeiamt – Gestapa), początkowo tylko dla prowincji pruskiej. Urzędem Tajnej Policji Państwowej kierował Rudolf Diels do czerwca 1934 roku.
Początkowo Gestapo była Departamentem I-A dawnego pionu pruskiej policji politycznej Sapo. W jej skład wchodziły początkowo trzy Wydziały Główne:
1. Administracja, organizacja i prawo;
2. Przestępstwa polityczne;
3. Policja obronna (kontrwywiad); szefowie: radca stanu Günther Patschowsky (1934)/kierownikiem Wydziału Wschód był komisarz Walter Kubitzki, a w 1936 roku Werner Best.

### Zmiany w aparacie policyjnym III Rzeszy
W 1936 urząd objął swym działaniem całe Niemcy i zmienił nazwę na Gestapo. Skrót „Gestapo” wymyślił najprawdopodobniej urzędnik berlińskiej poczty, gdyż pełna nazwa nie mieściła się na pieczątce.
10 lutego na mocy ustawy pruskiej, usankcjonowano wyjątkowe stanowisko i określono zakres działania Gestapo. Ustawa czyniła ją legalną instytucją, ale jednocześnie stawiała ponad prawem. Od decyzji Gestapo nie przysługiwało prawo odwołania się do sądu. Intencję ustawodawcy najlepiej wyrażają słowa proklamacji Adolfa Hitlera z 22 października 1938 roku: „wszelkie środki podejmowane dla urzeczywistnienia woli wodza uważa się za zgodne z prawem, nawet jeśliby miały być sprzeczne z obowiązującymi ustawami i dotychczasową praktyką”. Szefem całej policji niemieckiej został Heinrich Himmler, bardzo bliski współpracownik Adolfa Hitlera.
W tym samym roku (1936) Heinrich Himmler połączył Gestapo i policję kryminalną (Kriminalpolizei – Kripo) w jedną organizację – Policję Bezpieczeństwa (Sicherheitspolizei – Sipo) i podporządkował ją szefowi partyjnej służby bezpieczeństwa (Sicherheitsdienst – SD), Reinhardowi Heydrichowi. W październiku 1939, po awansie Heinricha Himmlera na stanowisko komisarza Rzeszy do spraw umacniania niemieckich wartości narodowych, odpowiedzialnego za zachowanie czystości rasowej na Wschodzie, funkcję szefa Gestapo objął SS-Oberführer Heinrich Müller.
W latach 1939–1941 Gestapo ściśle współpracowała z NKWD w zakresie likwidacji podziemia i opozycji politycznej na terenach okupowanych przez ZSRR i III Rzeszę.

### Podporządkowanie administracyjne, zadania i działalność

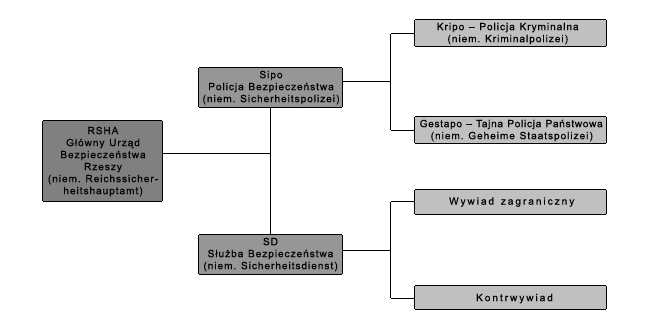
Podporządkowanie administracyjne Gestapo

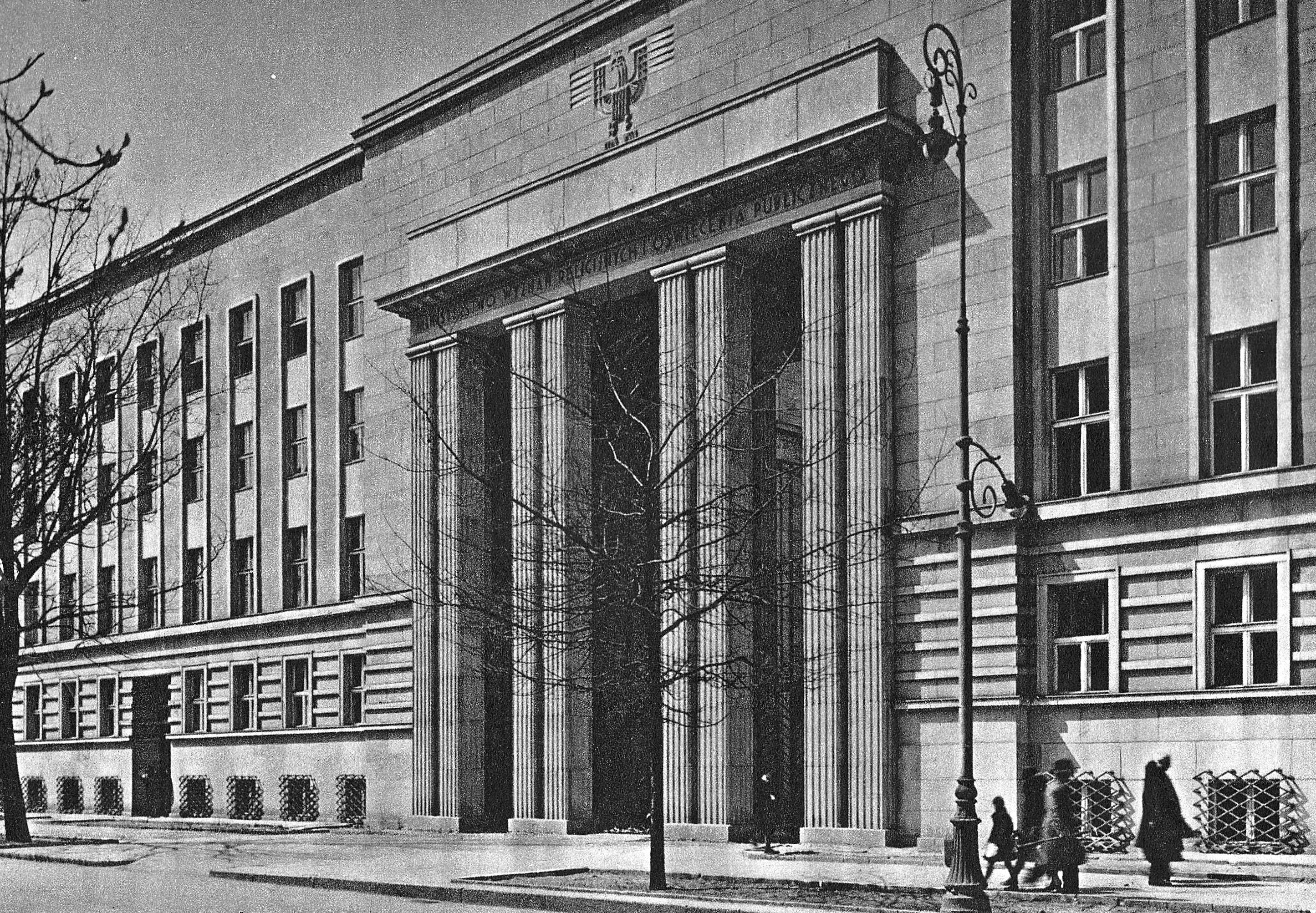
Gmach Ministerstwa Wyznań Religijnych i Oświecenia Publicznego w al. J.Ch. Szucha 25 w Warszawie, podczas okupacji siedziba Gestapo w dystrykcie warszawskim

W latach 1939–1945 Gestapo wchodziła w skład Głównego Urzędu Bezpieczeństwa Rzeszy (Reichssicherheitshauptamt – RSHA), jako jego IV departament. Gestapo działała na terenie państwa niemieckiego, oraz we wszystkich okupowanych przez III Rzeszę państwach europejskich, stanowiąc główny czynnik terroru i odgrywając główną rolę w inspirowaniu i realizowaniu zbrodniczych planów rasistowskiej polityki narodowych socjalistów. Wielu członków Gestapo przydzielanych było także do jednostek Einsatzgruppen.
W 1934 r. Gestapo była małą organizacją, dysponującą niewielką liczbą opłaconych agentów i informatorów. W tym samym roku w Szczecinie działało 41 gestapowców, tyle samo co we Frankfurcie nad Menem; w 1935 r. w Bremie było tylko 44 funkcjonariuszy, a w Hanowerze 42. W marcu 1937 r. rejonowe biuro Nadrenii odpowiedzialne za obszar, na którym żyły cztery miliony ludzi, w swej siedzibie w Düsseldorfie oraz rozmaitych oddziałach terenowych miało 281 agentów. Gestapo przed Anschlussem Austrii zatrudniała około 7000 osób, natomiast pod koniec 1944, liczba ta wzrosła do około 32 000 funkcjonariuszy. Według Bogusława Wołoszańskiego Gestapo (SiPo) zatrudniała 45 000 pracowników oraz około 60 000 agentów i 100 000 informatorów. W sumie z ok. 20 000 funkcjonariuszy Gestapo w Niemczech w 1939 r., 3000 było również członkami SS, i to pomimo faktu, że od pierwszych dni Trzeciej Rzeszy ich organizacją kierował szef SS, Heinrich Himmler.
Siedziba centrali Gestapo od 1933 roku mieściła się w budynku byłej berlińskiej Szkoły Sztuk Pięknych, przy Prinz-Albrecht-Straße 8.
Podstawowe funkcje Gestapo jako organu defensywnego struktur bezpieczeństwa III Rzeszy to:
1. Inwigilacja i zwalczanie przeciwników reżimu w granicach III Rzeszy i na obszarach okupowanych
2. Prowadzenie działań kontrwywiadowczych
3. Przeciwdziałanie dywersji
4. Egzekutywa policyjna.

Na początku marca 1940 w Zakopanem miała miejsce wspólna konferencja radzieckiego NKWD i Gestapo, na której omówiono metody pracy operacyjnej przeciwko podziemiu polskiemu i wymieniono się informacjami, Rosjanie wydali Niemcom zbiegłych do ZSRR komunistów niemieckich i austriackich (por. Aleksander Weissberg-Cybulski).
Działania Gestapo nie podlegały żadnej kontroli ani zaskarżeniu przed sądem. Współpracownik Himmlera, dr Werner Best (Pierwszy szef Departamentu II RSHA), ujął to następująco: „Dopóki policja wykonuje polecenia przywództwa, działa legalnie”.
W 1946 roku Gestapo została uznana za organizację przestępczą, winną ludobójstwa i zbrodni wojennych, przez Międzynarodowy Trybunał Wojskowy w Norymberdze.

## Struktura organizacyjna Gestapo

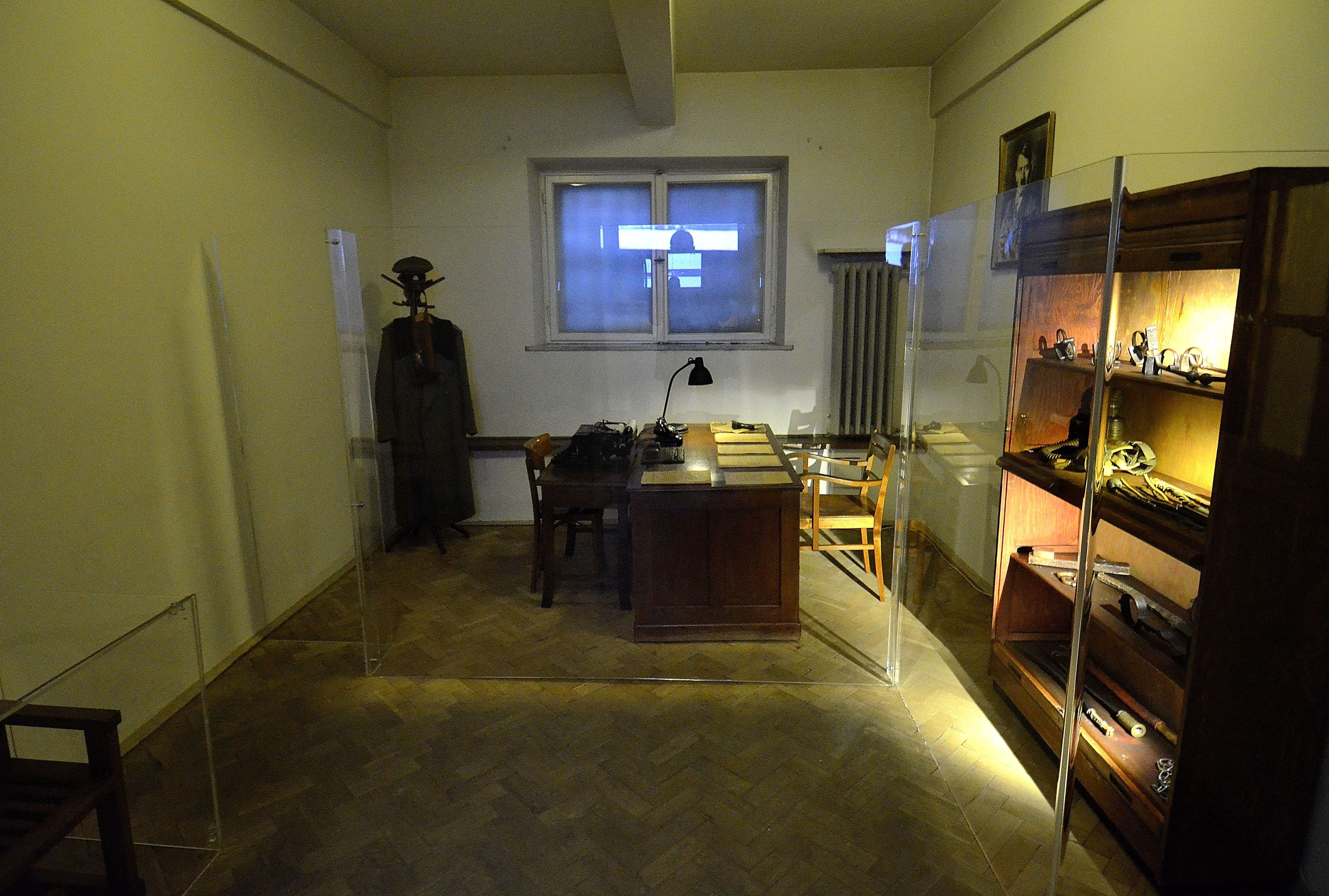
Zrekonstruowany pokój doraźnych przesłuchań Gestapo w warszawskim Mauzoleum Walki i Męczeństwa

Początkowa struktura organizacyjna Gestapo:
- Gruppe „IV A” – zwalczanie ruchu oporu – kierownik SS-Oberführer Friedrich Panzinger 1941–1944
  - Referat A-1: lewicowy ruch oporu
  - Referat A-2: zwalczanie sabotażu i dywersji
  - Referat A-3: prawicowy ruch oporu
  - Referat A-4: organizacje kościelne
  - Referat A-5: emigracja
- Gruppe „IV B” – opozycja – kierownik SS-Sturmbannführer Albert Hartl 1939–1944
  - Referat B-1: sprawy żydowskie
  - Referat B-2: wyznania religijne
  - Referat B-3: handel i rzemiosło
  - Referat B-4: prasa/propaganda
  - Referat B-5: mniejszości narodowe
  - Referat B-6: przestępstwa graniczne
- Gruppe „IV C” – kartoteka i areszty – kierownik SS-Sturmbannführer Fritz Rang 1941–1943
  - Referat C-1: kartoteka/akta personalne
  - Referat C-2: areszt prewencyjny
  - Referat C-3: sprawozdawczość
  - Referat C-4: gromadzenie informacji
  - Referat C-5: nadzór
- Gruppe „IV D” – wielkoniemiecka strefa wpływów – kierownik SS-Standartenführer Erwin Wienman 1941–1944, SS-Standartenführer Fritz Rang 1944 – V 1945
  - Referat D-1: Protektorat Czech i Moraw
  - Referat D-2: Generalne Gubernatorstwo
  - Referat D-3: obcokrajowcy wrogich państw
  - Referat D-4: kraje okupowane Europy Zachodniej
  - Referat D-5: kraje okupowane na Wschodzie
- Gruppe „IV E” – kontrwywiad – kierownicy SS-Standartenführer Werner Best 1936 – 27 IX 1939, SS-Standartenführer Walter Schellenberg 27 XI 1939 – 21 VI 1941, SS-Oberführer Walter Huppenkothen VII 1941 – IV 1944, SS-Standartenführer Helmut Knochen I/IV 1945, SS-Sturmbannführer Horst Kopkow IV 1945.
  - Referat E-1: sprawy ogólne kontrwywiadu
  - Referat E-2: administracja i zaopatrzenie/następnie: kontrwywiad gospodarczo-przemysłowy
  - Referat E-3: kontrwywiad Zachód
  - Referat E-4: kontrwywiad Północ
  - Referat E-5: kontrwywiad Wschód – kier. Walter Kubitzki/Sonderkommando VES zwalczanie wywiadu i łączności ZWZ/AK
  - Referat E-6: kontrwywiad Południe
- Gruppe „IV F” – służba graniczna, cudzoziemcy, paszporty.

W późniejszym czasie jeszcze powstały Gruppe „IV-N” – początkowo jako służba łączności Gestapo, potem jako tzw. służba informacyjna (kartoteka całej agentury i kontrola efektywności agenturalnego zdobywania informacji), oraz Gruppe „IV S” – zwalczanie ruchów partyzanckich.
We wrześniu 1939 roku Gestapo została włączona do nowo utworzonego scentralizowanego organu bezpieczeństwa RSHA jako Urząd IV (Amt IV) i pozostała w jego ramach aż do rozwiązania w 1945 roku. Po wybuchu wojny utworzono równolegle Departament IV/B. W okresie późniejszym dotychczasowe jednostki skomasowano w jeden Wydział IV/A, a Departament IV/B przekształcono w Wydział IV/B.

### Gestapo 1944
Zależnie od wymogów wojny struktura organizacyjna Gestapo ulegała dalszym zmianom. Na początku 1944 roku przedstawiała się następująco:
- IV A – Fachreferaten referaty specjalistyczne
  - IV A1: zwalczanie opozycji;
    - Ia – komunizm, marksizm i podobnego charakteru organizacje, wroga propaganda, działania partyzanckie w Niemczech, niemieccy jeńcy w obozach radzieckich
    - Ib – ruchy reakcyjne [działania opozycyjne, monarchizm, pacyfizm, defetyzm itp.

  - IV A2: sabotaż
    - 2a – wykrywanie i zwalczanie aktów sabotażu, zabójstwa polityczne, terroryzm
    - 2b – agenci-spadochroniarze, wykrywanie tajnych radiostacji.

  - IV A3: kontrwywiad
    - 3a – zwalczanie obcego szpiegostwa politycznego i ujawniania tajemnicy państwowej
    - 3b – zwalczanie szpiegostwa gospodarczego, śledzenie sytuacji w Szwajcarii, nielegalny handel walutą.
    - 3c – obserwacja wydarzeń na i za granicami kraju, działania kontrwywiadowcze, nielegalne poruszanie się środkami transportu.

  - IV A4: opozycja ideologiczna
    - 4a – katolicy, protestanci, organizacje religijne sekty, masoni.
    - 4b – Żydzi, emigranci, pozbawianie obywatelstwa niemieckiego i inne.

  - IV A5: sprawy specjalne
    - 5a – ochrona kierownictwa partii i rządu, zadania specjalne i inne
    - 5b – sprawy partii i prasy

  - IV A6: służba rejestracyjna i poszukiwania:
    - 6a – rejestry osób poszukiwanych, kartoteka fotograficzna, informacja
    - 6b – areszty zapobiegawcze
    - 6c – robotnicy cudzoziemcy i jeńcy wojenni (obozy koncentracyjne i obozy pracy)
- IV B: Länderreferaten – referaty terytorialne kontrwywiadu
  - IV B1: terytoria zachodnie
    - 1a – Francja, Belgia
    - 1b – Holandia, Anglia, USA, Kanada
    - 1c – kraje skandynawskie

  - IV B2: terytoria wschodnie
    - 2a – tereny wschodnie i Związek Radziecki
    - 2b – Polska
    - 2c – Protektorat Czech i Moraw, Słowacja

  - IV B3: terytoria Europy Południowo-Zachodniej, Afryka i Ameryka Południowa
    - 3a – kraje bałkańskie, Turcja, Bliski Wschód
    - 3b – Szwajcaria Włochy, Hiszpania, Portugalia, Afryka, Ameryka Południowa

  - IV B4: paszporty i dowody osobiste
    - 4a – paszporty
    - 4b – dokumenty tożsamości, rejestracja i kontrola obcokrajowców
    - 4c – wydawanie wiz

  - IV B/A: [Arbeit] – praca dostarczanie siły roboczej
  - IV B/G: [Grenzpolizei] – Policja Graniczna oraz wchodzący w skład referatu: Zollgrenzschutz – Urząd Celny – inspekcja graniczna, ochrona i rewizje.

## Stopnie służbowe
Ze źródeł specjalistycznych (m.in. www.powstanie-warszawskie-1944.pl) wynika, że funkcjonariusze Gestapo używali podwójnych stopni – obok stopnia służbowego SS był także stopień policyjny.
W Gestapo obowiązywały następujące rangi służbowe i odpowiednie stopnie SS, m.in.:
- Kriminalassistent (SS-Oberscharführer)
- Kriminaloberassistent (SS-Hauptscharführer)
- Kriminalsekretär i Kriminalobersekretär (SS-Untersturmführer)
- Kriminalinspekteur i Kriminalkommissar (SS-Obersturmführer)
- Kriminaldirektor (SS-Hauptsturmführer)
- Regierungs und Kriminalrat (SS-Sturmbannführer)
- Oberregierungsrat und Kriminalrat (SS-Obersturmbannführer)
- Regierungs und Kriminaldirektor (SS-Standartenführer)

Według innych źródeł struktura podwójnych stopni wyglądała następująco:
- Kriminalassistent (SS-Rottenführer)
- Kriminaloberassistent (SS-Oberscharführer)
- Kriminalsekretär –
- Kriminalobersekretär (SS-Untersturmführer)
- Kriminalinspektor (SS-Obersturmführer)
- Kriminalkommissar (SS-Hauptsturmführer)
- Kriminaldirektor (SS-Sturmbannführer)
- Regierungs- und Kriminalrat –
- Oberregierungs- und Kriminalrat (SS-Obersturmbannführer)
- Regierungs- und Kriminaldirektor (SS-Standartenführer)

## Umundurowanie
Gestapo używała stopni SiPo, aby zasugerować ludności cywilnej przynależność do policji. Czarne mundury były używane przez całą wojnę jako mundury galowe. Na co dzień funkcjonariusze Gestapo używali szarych mundurów SS oraz mundurów policyjnych SS z wykładanym kołnierzem, koszulą i czarnym krawatem.
Wszyscy funkcjonariusze Gestapo nosili na lewym rękawie romby z inicjałami SD, gdyż to właśnie SD sprawowała kierowniczą rolę w całej RSHA, a szefami pionów Gestapo zawsze byli oficerowie SD. Gestapo było w praktyce jedynie egzekutywą w rękach SD i wykonywała wszystkie jej wytyczne. Choć cele obu pionów w wielu dziedzinach się pokrywały (bądź dublowały), to jednak siłą sprawczą całego aparatu RSHA była właśnie SD.